# Saud Al-Otaibi
Saud Al-Otaibi (3 de novembro de 1969) é um ex-futebolista profissional saudita que atuava como goleiro.

## Carreira
Saud Al-Otaibi se profissionalizou no 	Al Shabab.

## Seleção
Saud Al-Otaibi integrou a Seleção Saudita de Futebol na Copa Rei Fahd de 1992, na Arábia Saudita.

## Títulos
Arábia Saudita
- Copa Rei Fahd de 1992: - Vice
- Copa da Ásia de 1992: - Vice